# Ларссон, Карин
Карин Ларссон (швед. Karin Larsson, 3 октября 1859 — 18 февраля 1928) — шведская художница.

## Биография
Карин Ларссон (девичья фамилия Бергё (Bergöö)) родилась в Эребру и выросла в Халльсберге, где её отец, Адольф Бергё, был успешным предпринимателем. Её младшая сестра Стина вышла замуж за британского геолога Фрэнсиса Артура Батера.
Карин с детства проявила художественные таланты, вначале училась в Franska skolan в Стокгольме, затем в Slöjdskolan (ныне университетский колледж Констфак), а в период 1877—1882 гг. — в Королевской академии свободных искусств. По окончании академии она уехала в колонию скандинавских художников у Гре-сюр-Луэн недалеко от Парижа.
В Гре-сюр-Луэн она познакомилась со шведским художником Карлом Ларссоном. В 1883 г. они вместе вернулись в Стокгольм, где поженились. После рождения в 1884 г. первого ребёнка, дочери Сюзанны, они поехали в Гре-сюр-Луэн, а в 1885 г. снова вернулись в Швецию.
В 1888 г. по предложению шведского коллекционера Понтуса Фюстенберга, пожелавшего приобрести большую картину Карла в свою коллекцию, Ларссоны снова год прожили в Париже.
Карин поддерживала работу Карла, была его основным критиком и моделью. Имея большой дом и восемь детей, она направила свои усилия на дизайнерскую деятельность: она ткала, вышивала, придумывала модели одежды для себя и детей и даже проектировала мебель. Она создала свой неповторимый шведский стиль с яркими цветами, с вышитыми стилизованными рисунками растений, вносила японские мотивы.
Карин Ларссон скончалась в 1928 г.
В 1997 г. Музей Виктории и Альберта показал дизайн интерьера на выставке Карла Ларссона.
В 2018 г. выставка Carl Larsson and His Home: Art of the Swedish Lifestyle в Японии показала текстиль авторства Карин и картины, нарисованные Карлом.

## Галерея

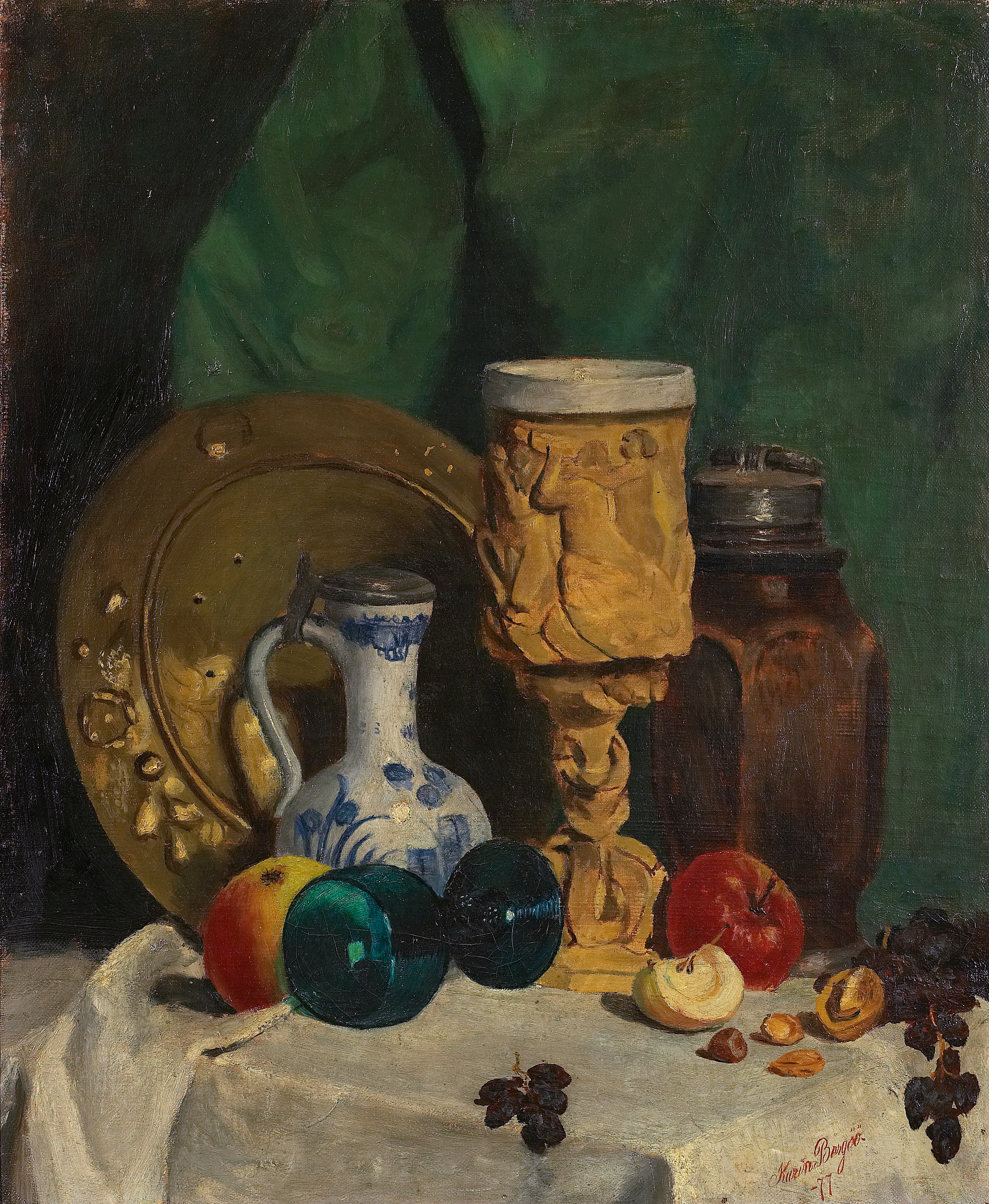
Натюрморт с фруктами и кружкой
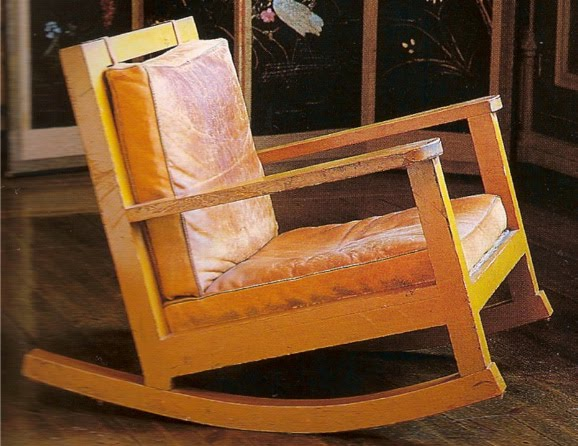
Кресло-качалка авторства Карин Ларссон